# Jean François Théophile Pépin
Jean François Théophile Pépin (Cluses, 14 maggio 1826 – Lione, 3 aprile 1904) è stato un matematico francese.
Nel 1846 divenne un padre gesuita e insegnò in vari istituti gesuiti dal 1850 al 1873, quando fu nominato professore di Legge Canonica.
Si trasferì a Roma nel 1880.
Si occupò principalmente di teoria dei numeri. Nel 1876 diede una dimostrazione dell'ultimo teorema di Fermat per n = 7.
Il Test di Pépin è usato per determinare se un numero di Fermat è primo.
Nel 1863 pubblicò una memoria negli Annali di Matematica sul problema di Liouville di trovare integrali razionali di equazioni differenziali lineari con coefficienti razionali. Liouville considerò l'equazione nella forma d2 y / d x2 = P y. Pépin ne diede una soluzione rimuovendo le restrizioni su y.
Pubblicò alcune opere sui lavori postumi di Gauss sulle funzioni ellittiche.
Nel 1880 fu il primo a dare una soluzione al sistema di equazioni in numeri interi
x² + y² = z²,   x² = u² + v²,   x – y = u – v
proposto da Frénicle de Bessy.